# Дар'їно (Псковська область)
Дар'їно (рос. Дарьино) — присілок в Островському районі Псковської області Російської Федерації.
Населення становить 119 осіб. Входить до складу муніципального утворення Горайська волость.

## Історія
Від 2015 року входить до складу муніципального утворення Горайська волость.

## Населення
| 2001 | 2002 | 2010 |
| ---- | ---- | ---- |
| 188  | ↘148 | ↘119 |